# Freiham
Koordinaten: 48° 8′ 26″ N, 11° 24′ 36″ O
Freiham ist ein Neubaugebiet im Westen von München, das auf einer zuvor unbebauten Fläche zwischen der bisherigen Neuaubinger Bebauung im Osten und der Bundesautobahn 99 im Westen entsteht. Westliche Nachbargemeinde ist die Große Kreisstadt Germering. Freiham liegt auf dem Gebiet der ehemaligen Gemeinde Aubing und gehört zum Stadtbezirk 22 Aubing-Lochhausen-Langwied. Der Name leitet sich vom Gut Freiham ab.
Das Gebiet ist als gemischtes Wohn- und Gewerbegebiet vorgesehen, wobei südlich der Bodenseestraße (Bundesstraße 2) hauptsächlich Gewerbe angesiedelt ist, während nördlich davon größtenteils Wohnbebauung vorgesehen ist. Es sind über 11.000 Wohnungen geplant. Der Stadtteil soll mehr als 25.000 Einwohner haben. Ende 2019 betrug die Einwohnerzahl noch 1.092 Menschen.

## Geschichte

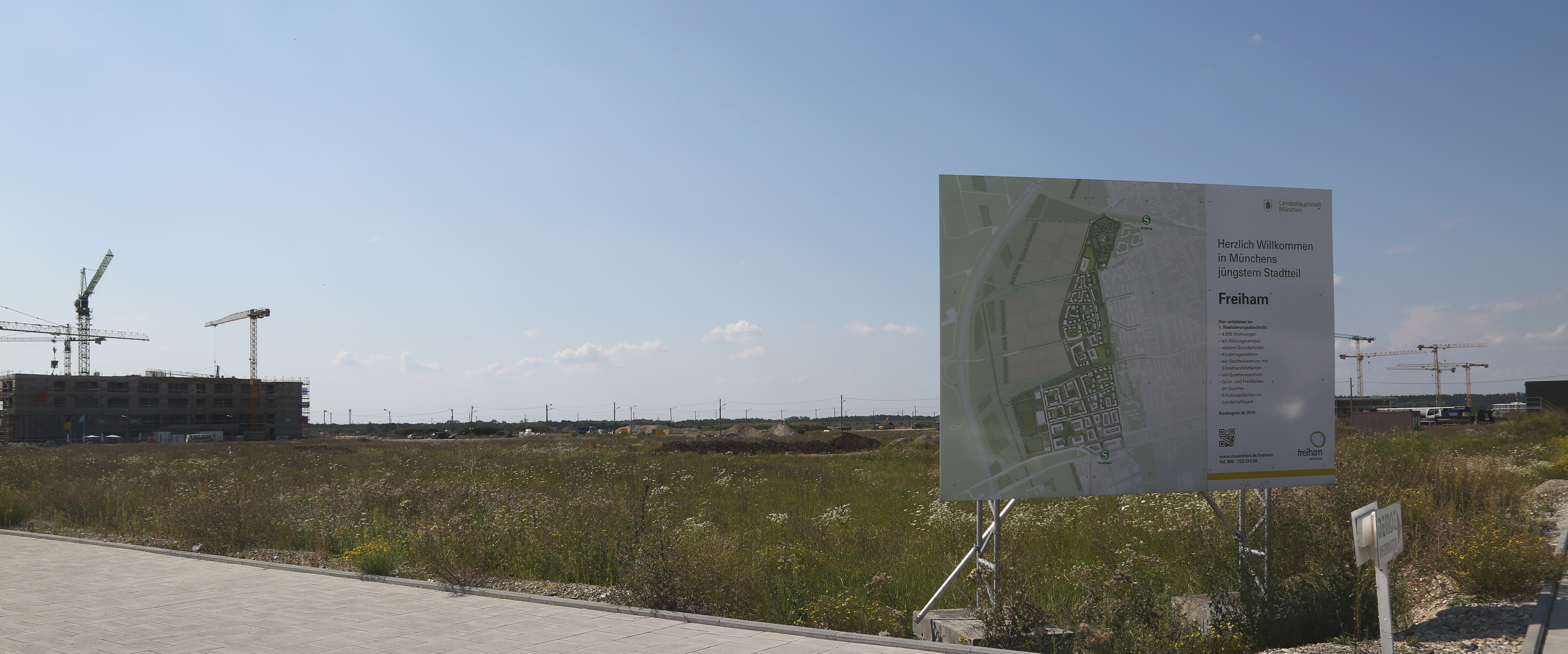
Das künftige Wohngebiet nördlich der Bodenseestraße im Juli 2018, links das Schulzentrum im Bau

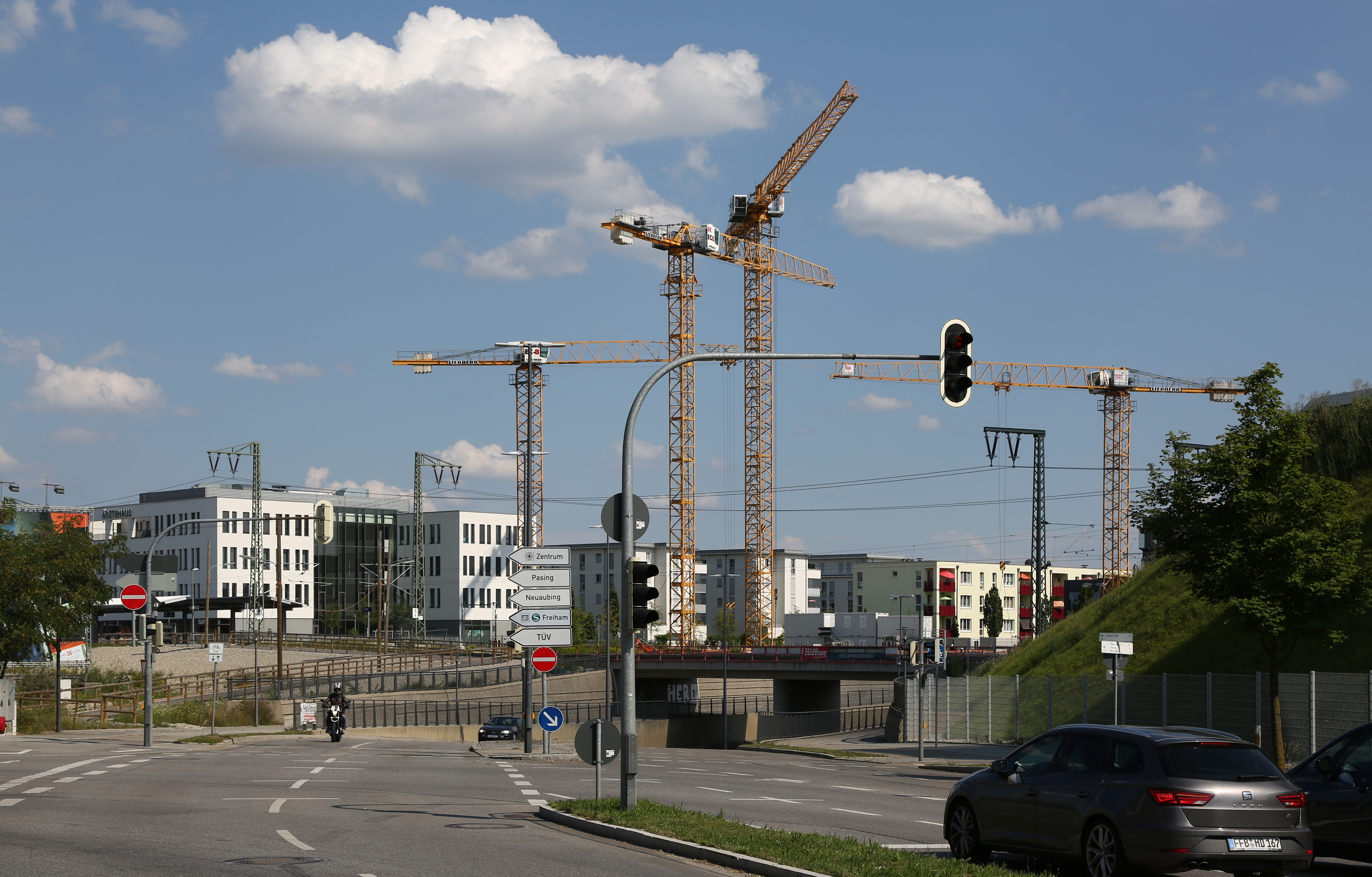
Gewerbegebiet am Bahnhof Freiham, Juli 2018

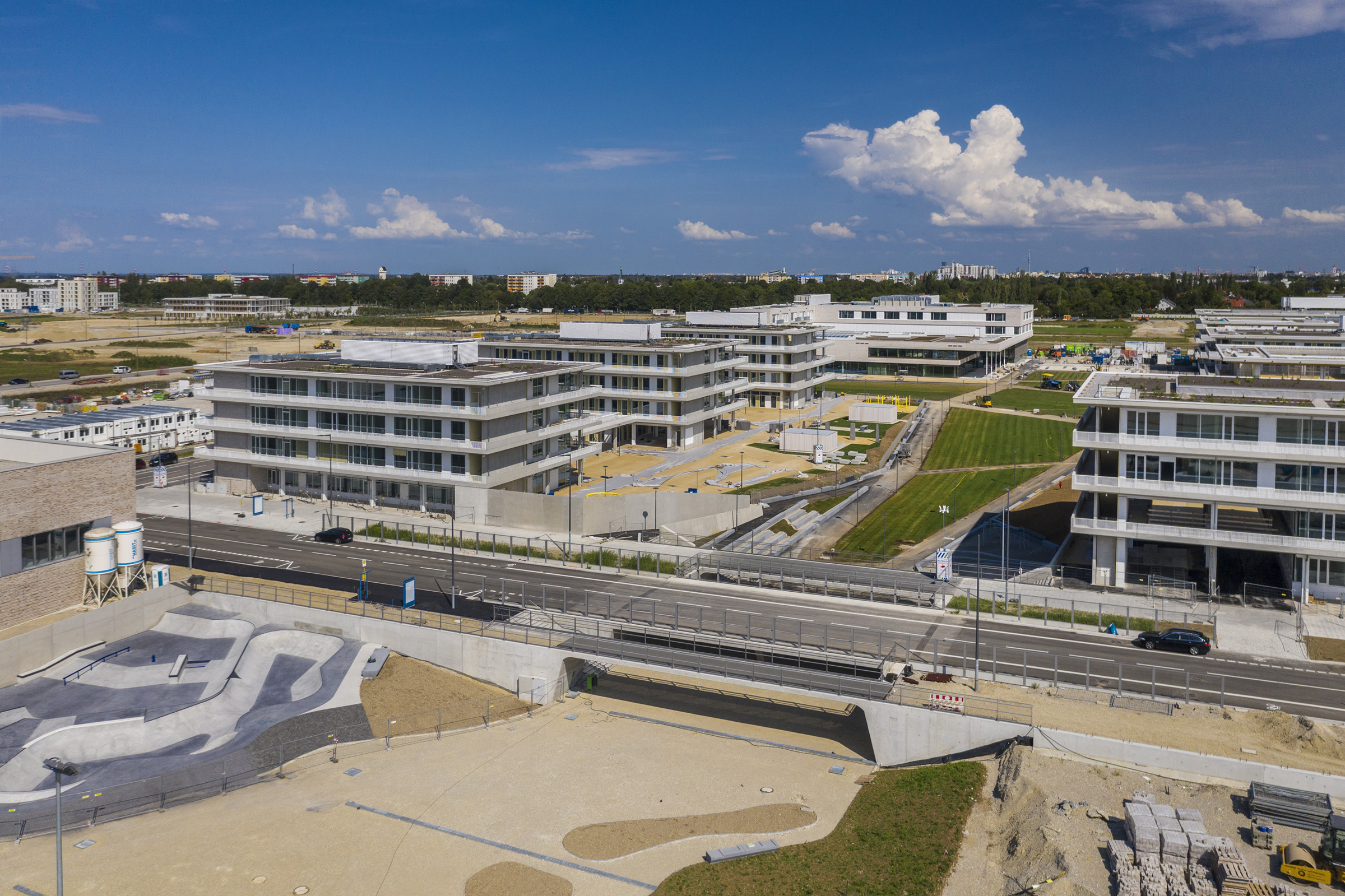
Bildungscampus Freiham

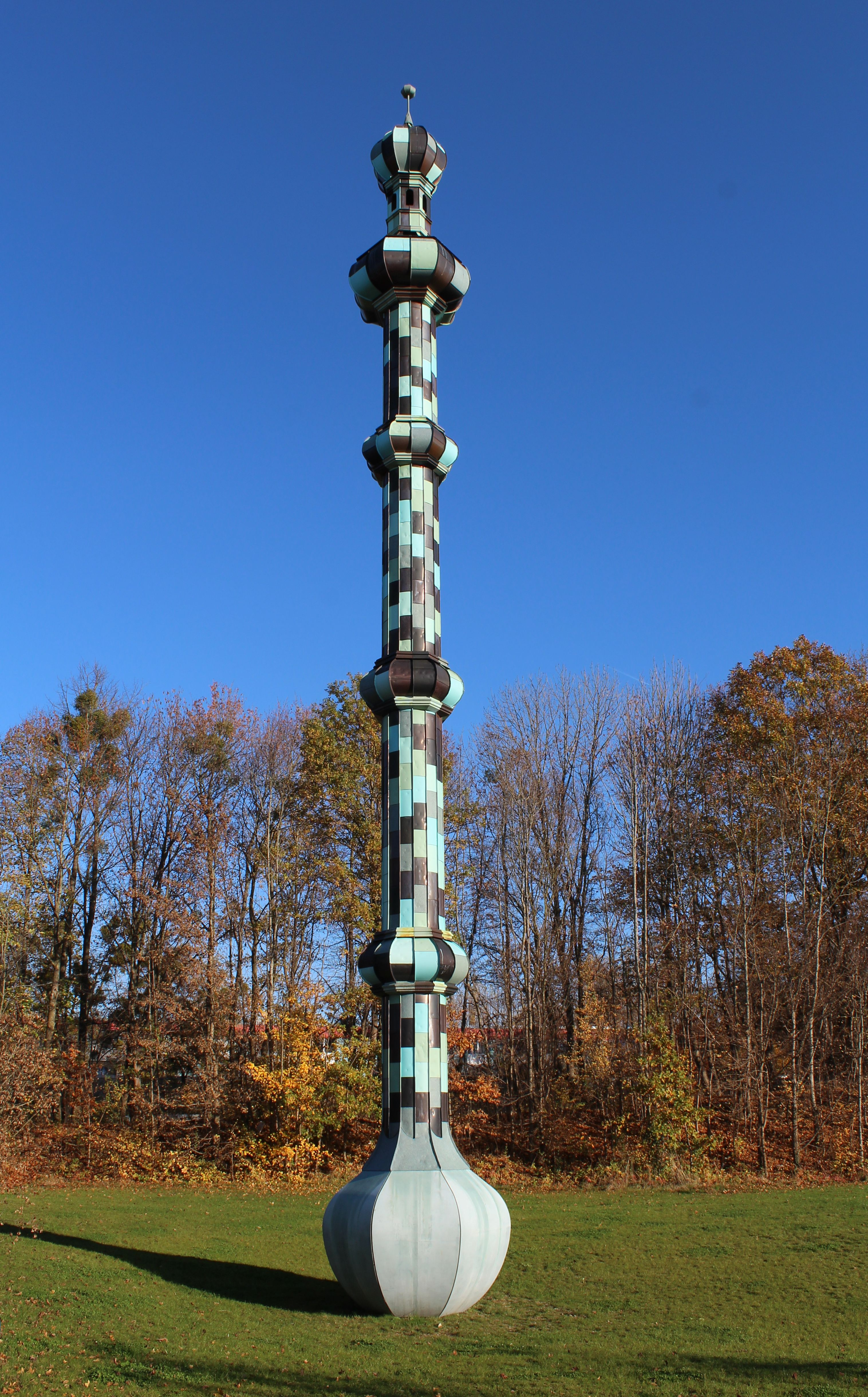
Kunstwerk im Grünstreifen zwischen Freiham und Neuaubing

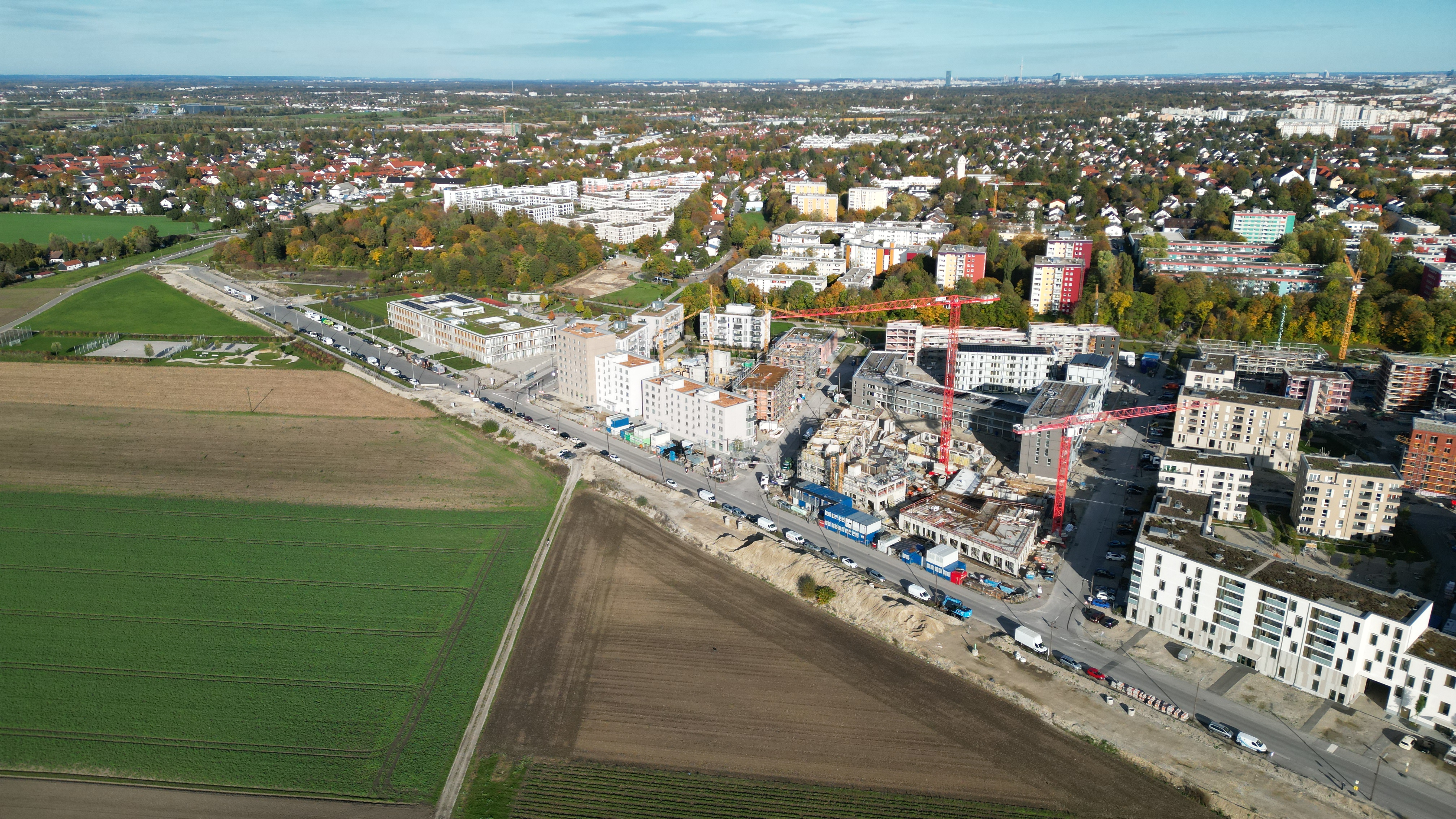
Realisierungsabschnitt 1 Nord, aus der Luft

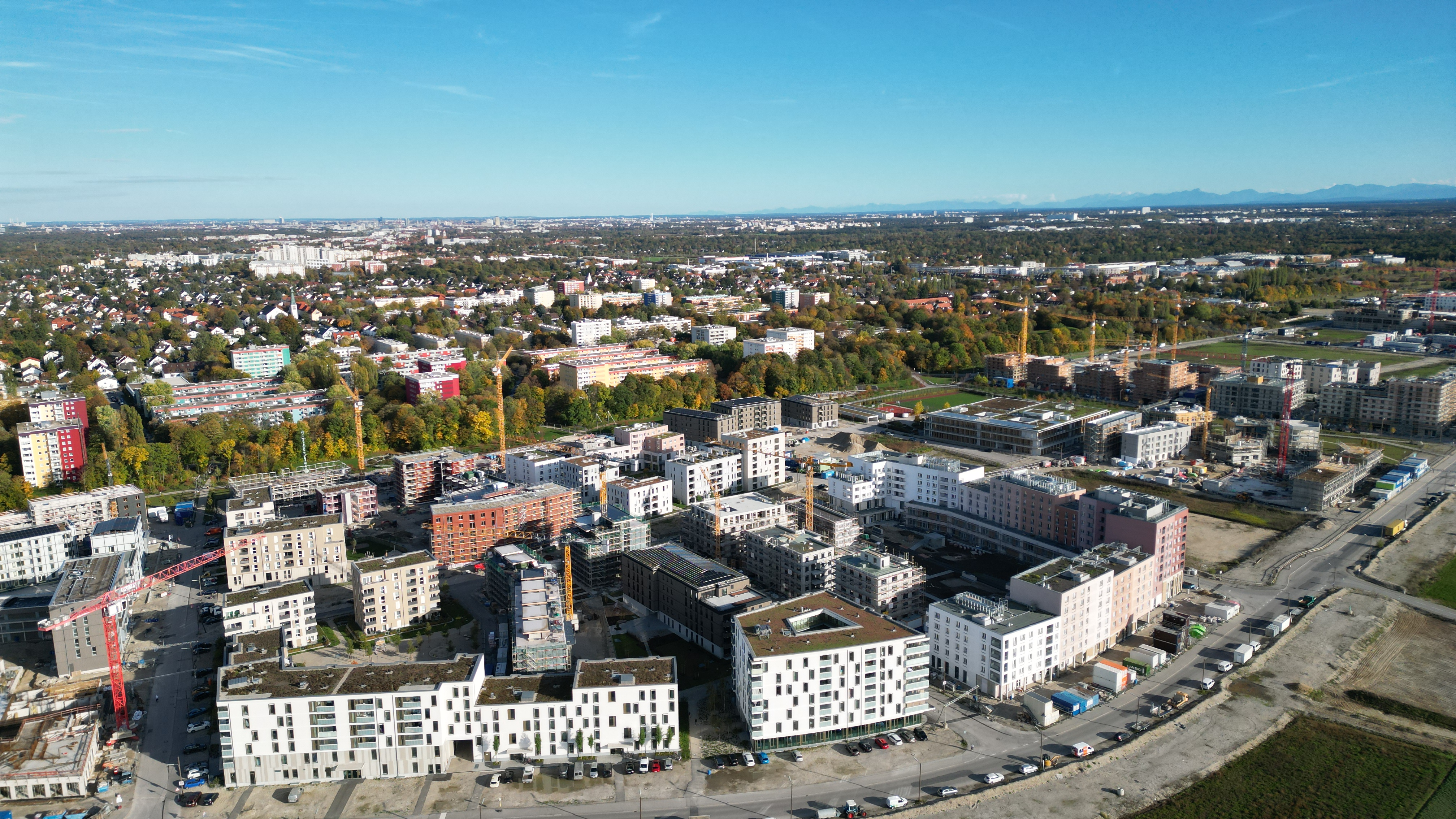
Realisierungsabschnitt 1 Mitte, aus der Luft

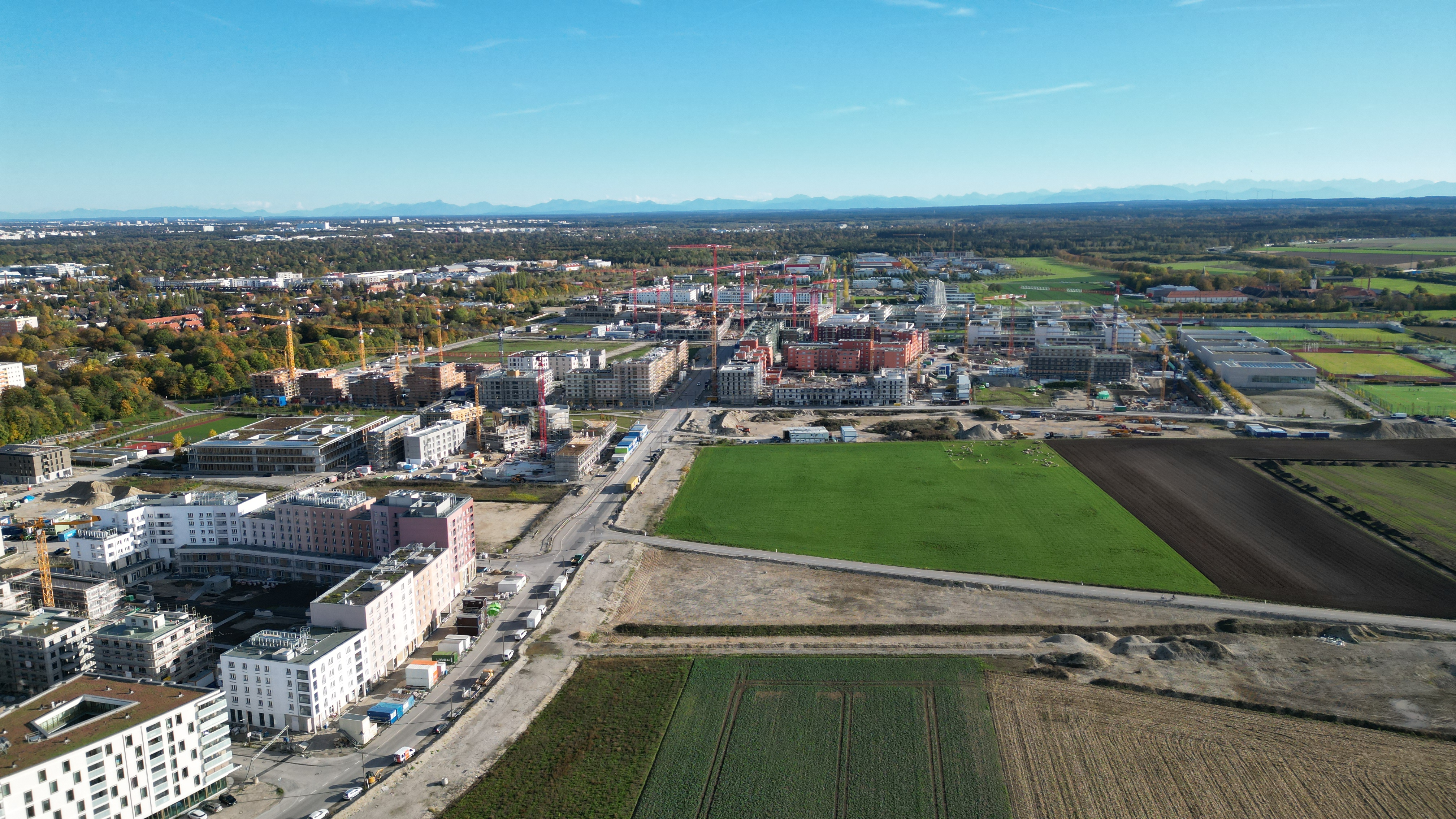
Realisierungsabschnitt 1 Süd, aus der Luft

Funde aus vorgeschichtlicher und römischer Zeit im Bereich des neuen Stadtteils weisen auf frühere Besiedlungen hin (siehe den Abschnitt Archäologische Funde im Artikel Geschichte Aubings).
In der jüngeren Vergangenheit existierte auf dem Gelände des neuen Stadtteils jedoch keine größere Bebauung.
Der Name Freiham leitet sich vom benachbarten Gut Freiham ab, das im 12. Jahrhundert erstmals urkundlich erwähnt wurde. Bis zur Mitte des 20. Jahrhunderts war mit „Freiham“ daher immer das Gut gemeint. Mit der Eingemeindung Aubings zu München 1942 kam das Gelände des neuen Stadtteils an die Landeshauptstadt.
Erste konkrete Überlegungen zur Gründung eines neuen Stadtteils erfolgten 1963 in einem Stadtentwicklungsplan der Münchner Stadtverwaltung. Die Entlastungsstadt Freiham war für 60.000 Einwohner gedacht. Da die Stadt München die Erschließungskosten nicht alleine tragen wollte, wurde der Zweckverband Freiham gegründet. Neben der Stadt mit 14,2 Prozent waren der Freistaat Bayern mit 12,9 Prozent sowie zahlreiche Kapitalgesellschaften beteiligt. 1965 kaufte der Zweckverband dem damaligen Besitzer des Guts Freiham, Guido von Maffei, etwa die Hälfte der landwirtschaftlich genutzten Flächen des Guts ab. Bei 60 Deutsche Mark pro Quadratmeter lag der Gesamtpreis bei etwa 100 Millionen Deutsche Mark. Durch den starken Wohnungsbau vor den Olympischen Sommerspielen 1972 in München war nach den Spielen jedoch ein Überangebot von Wohnungen vorhanden, so dass das Stadtentwicklungsprogramm 1975 eine Bebauung von Freiham wegen „schwer lösbarer infrastruktureller Nachfolgelasten“ nicht mehr vorsah. Speziell zwei Infrastrukturprobleme, nämlich der nicht vorhandene Anschluss an Kanalisation und die mangelhafte Verkehrsanbindung verhinderten weitere Maßnahmen bis in die 1980er-Jahre.

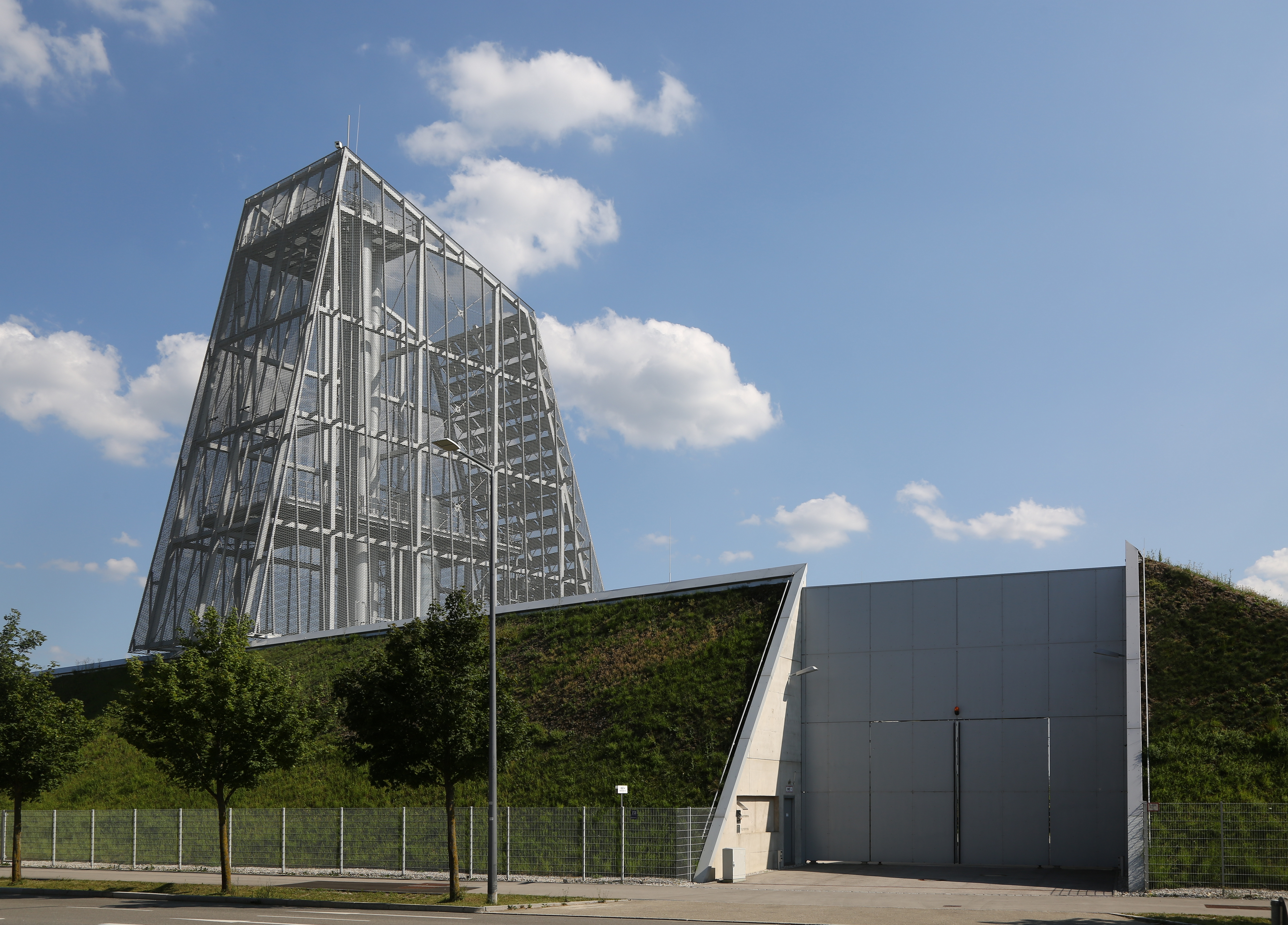
Das Heizwerk Freiham deckt durch Geothermie den Wärmebedarf des neuen Stadtteils.

Auf Initiative des Stadtrats legte das Referat für Stadtplanung und Bauordnung am 14. Juli 1982 ein „Entwicklungskonzept Bebauung Freiham“ vor, das 5.000 bis 6.000 Wohnungen und Gewerbebebauung einerseits sowie eine Erhaltung der Landschaft am Stadtrand andererseits vorsah. Die Flächen des Zweckverbands, mehr um das Gut und westlich der A 99 gelegen, waren in diesem Konzept Teil eines Landschaftsgürtels. Zur Realisierung des Konzepts wurde die geplante Trasse für die A 99 nach Westen verschoben, in eine größere Entfernung zum benachbarten Neuaubing. 1992 schließlich erteilte der Stadtrat dem Planungsreferat den Auftrag in die verbindliche Bauleitplanung einzutreten. Der folgende Entwurf sah bereits 8450 Wohnungen und 9200 Arbeitsplätze vor.
Seit dem Jahr 2006 wird das etwa 350 Hektar große Stadterweiterungsgebiet bebaut. Am 18. April 2007 eröffnete als erstes größeres Einzelhandelsgeschäft im Gewerbegebiet Freiham Süd ein Hornbach-Baumarkt. Gegenüber befindet sich seit dem 21. Februar 2008 ein Höffner-Möbelhaus mit etwa 600 Mitarbeitern.
Im Frühjahr 2011 lobte die Stadt München einen städtebaulichen und landschaftsplanerischen Wettbewerb (erster Realisierungsabschnitt) für das Siedlungsgebiet Freiham Nord aus. Der Wettbewerb war die Grundlage für die sich anschließende Rahmenplanung und den parallel entwickelten rechtsverbindlichen Bebauungsplan mit Grünordnung Nummer 2068 Freiham Nord erster Realisierungsabschnitt.
Im Frühjahr 2017 lobte die Stadt München einen weiteren städtebaulichen und landschaftsplanerischen Wettbewerb für Freiham Nord (zweiter Realisierungsabschnitt) aus. Der Wettbewerb wurde im April 2018 entschieden und wird wieder als Grundlage für die weitere Bauleitplanung dienen.
Zum Schuljahr 2019/2020 wurde der Bildungscampus Freiham eröffnet. Weiterhin wurden im Gebiet die Grundschule Gustl-Bayrhammer-Straße und die Grundschule an der Aubinger Allee erbaut.

## Verkehrsanbindung

Blick vom Baumarkt aus nach Norden entlang der Hans-Steinkohl-Straße im April 2007. In der gerade noch erkennbaren Unterführung wird die Bahnstrecke unterquert.

Das straßenbaulich bereits weitgehend fertiggestellte Teilgebiet Freiham-Süd besitzt im Norden zwei Straßenanbindungen an die Bodenseestraße und im Süden einen Halbanschluss an die Bundesautobahn 96 (nur in Richtung München und von München kommend). Über die Bodenseestraße wird nach wenigen hundert Metern die Anschlussstelle München-Freiham-Mitte der A 99 erreicht.
Das Gut Freiham hatte bis Ende Mai 1975 einen eigenen S-Bahnhof an der damaligen S-Bahn-Linie S5, der wegen der lediglich rund 70 Ein- und Aussteiger pro Tag geschlossen wurde. Das Gebäude wird seitdem von der Deutschen Bahn zu anderen Zwecken benutzt. Die Bahnsteige wurden im Zuge des zweigleisigen Ausbaus der Bahnstrecke München–Herrsching Mitte der 1980er-Jahre abgetragen.
Am 14. September 2013 ging der neue Haltepunkt München-Freiham an der heutigen S-Bahnlinie S8 in Betrieb. Er liegt etwa einen Kilometer östlich des früheren Bahnhofs.
Die Stadtbuslinie 143 der Münchner Verkehrsgesellschaft (MVG) durchquert das Gebiet in Nord-Süd-Richtung und bindet es an den S-Bahn-Haltepunkt sowie an Neuaubing, Aubing, Langwied und Obermenzing an. Zusätzlich fährt die Metrobuslinie 57 durch das Gebiet und verbindet den Bildungscampus Freiham mit den S-Bahn Haltestellen Aubing und Freiham.
Der Münchner Verkehrsentwicklungsplan von 2006 sah eine Anbindung Freihams mit der Tramlinie 19 über Pasing und Neuaubing vor.